# Wiki Loves Monuments

Logo des Wettbewerbs

Wiki Loves Monuments (WLM) ist ein internationaler Fotowettbewerb rund um Kulturdenkmäler. Die Fotos werden in der Mediensammlungs-Website Wikimedia Commons hochgeladen und können von dort aus unter freien Lizenzen genutzt werden.

## Geschichte
| Jahr | Teilnehmende Länder | Teilnehmende Fotografen | Hochgeladene Fotos |
| ---- | ------------------- | ----------------------- | ------------------ |
| 2010 | 1                   |                         | 13.000             |
| 2011 | 18                  | 5.400                   | 168.000            |
| 2012 | 35                  | 15.000                  | 365.000            |
| 2013 | 51                  | 11.900                  | 370.000            |
| 2014 | 41                  | 8.900                   | 322.000            |
| 2015 | 33                  | 6.600                   | 231.000            |
| 2016 | 42                  | 10.700                  | 277.000            |
| 2017 | 52                  | 9.779                   | 247.592            |
| 2018 | 56                  | 13.878                  | 265.395            |
| 2019 | 48                  | 7.229                   | 212.368            |
| 2020 | 51                  | 7.668                   | 229.956            |
| 2021 | 32                  | 4.949                   | 173.529            |
| 2022 | 39                  | 3.724                   | 153.246            |
| 2023 | 49                  | 4.430                   | 213.551            |

Der Wettbewerb wurde erstmals im Jahr 2010 in den Niederlanden durchgeführt. Die Denkmalschutzbehörde der Niederlande stellte Daten der Baudenkmäler für die niederländische Wikipedia zur Verfügung. Zahlreiche freiwillige Fotografen beteiligten sich mit etwa 12.500 Fotos von über 8.000 Objekten.
Im Jahr 2011 wurde Wiki Loves Monuments europaweit durchgeführt und es wurden etwa 167.000 Fotos eingereicht, davon fast 30.000 aus Deutschland. Damit wurde der Rekord des größten Fotowettbewerbes weltweit aufgestellt, der von Guinness World Records anerkannt wurde. Seit 2011 arbeitet das österreichische Bundesdenkmalamt mit der Wikipedia-Fachgruppe für Österreich zusammen. Im Zuge dieses Pilotprojekts zwischen einer Behörde mit einer Freiwilligen-Community der Open-Data- bzw. Open-Access-Bewegung konnte auch der teilweise lückenhafte oder veraltete Dokumentationsbestand des Denkmalamtes ergänzt werden. Diese Zusammenarbeit wurde auch innerhalb der Wikimedia-Projekte prämiert (Zedler-Preis Community-Projekt des Jahres 2012).
Im September 2012 wurde der Wettbewerb in 35 Staaten weltweit durchgeführt und es wurden über 360.000 Fotos hochgeladen. Seither wird der Wettbewerb jedes Jahr weltweit ausgetragen. Viele Fotos dienen der Wikipedia zur Illustration von Denkmallisten und Artikeln.

## Termin
Der September als Zeitraum dieses Denkmalfotografie-Wettbewerbs ist angelehnt an die jährliche Veranstaltung European Heritage Days. In diesem Monat bieten auch der Tag des offenen Denkmals in Deutschland und der Schweiz sowie der Tag des Denkmals in Österreich Gelegenheit, Kulturdenkmäler zu fotografieren.

## Galerie

Erste Plätze der internationalen Wertung
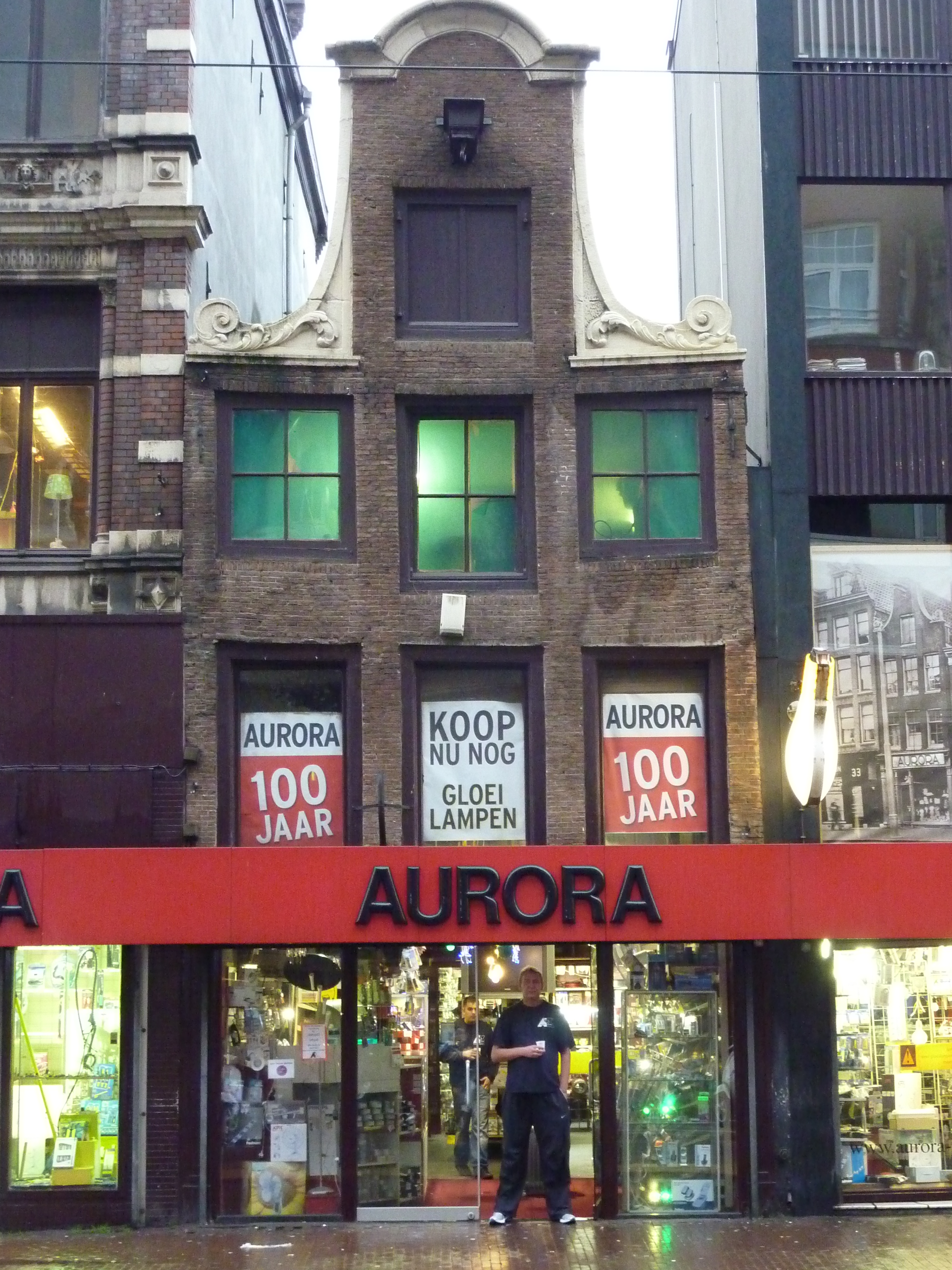
2010: Vijzelstraat 31 in Amsterdam, Niederlande
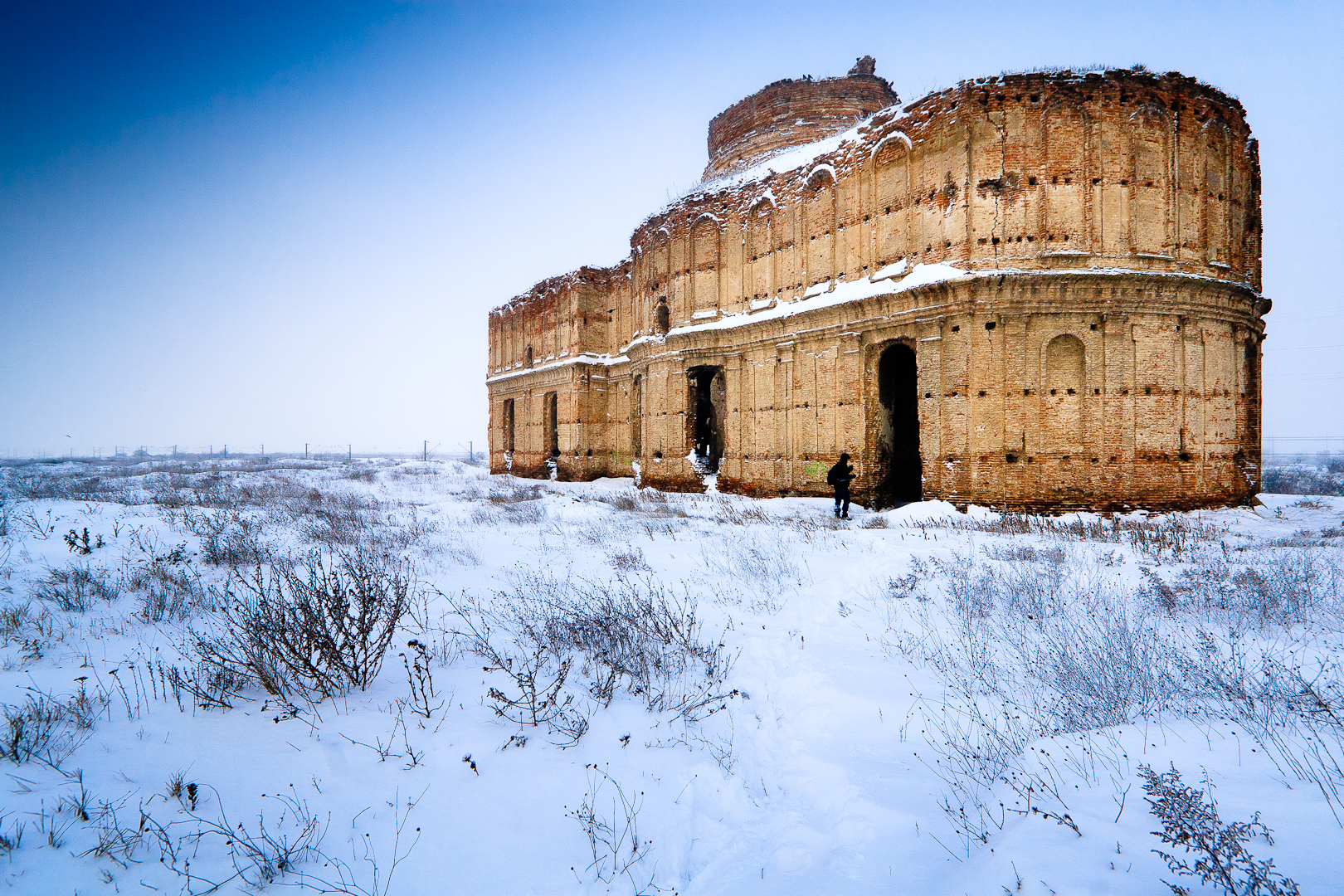
2011: Chiajna-Kloster am Stadtrand von Bukarest, Rumänien
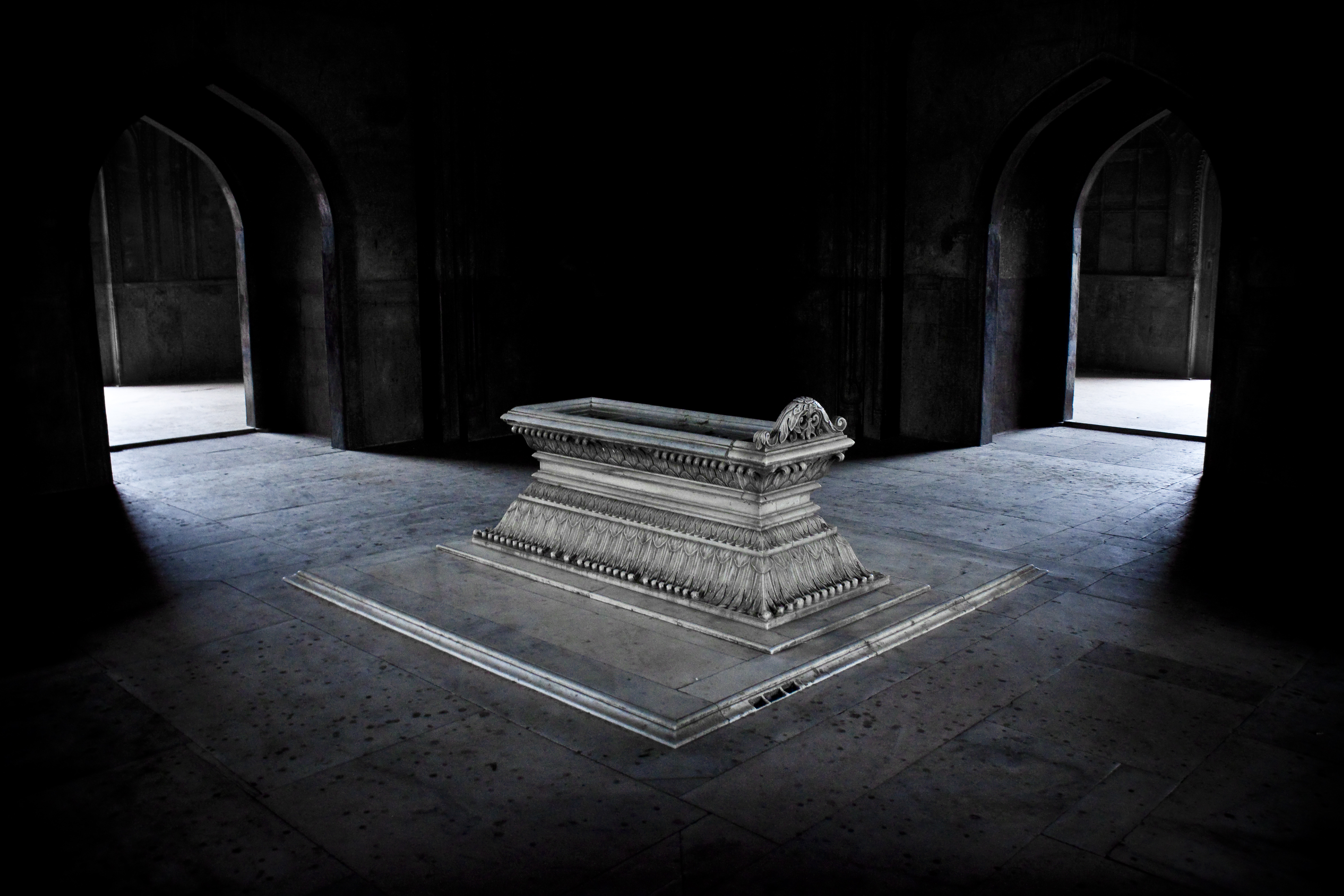
2012: Kenotaph im Grabmal des Safdarjung, Neu-Delhi, Indien
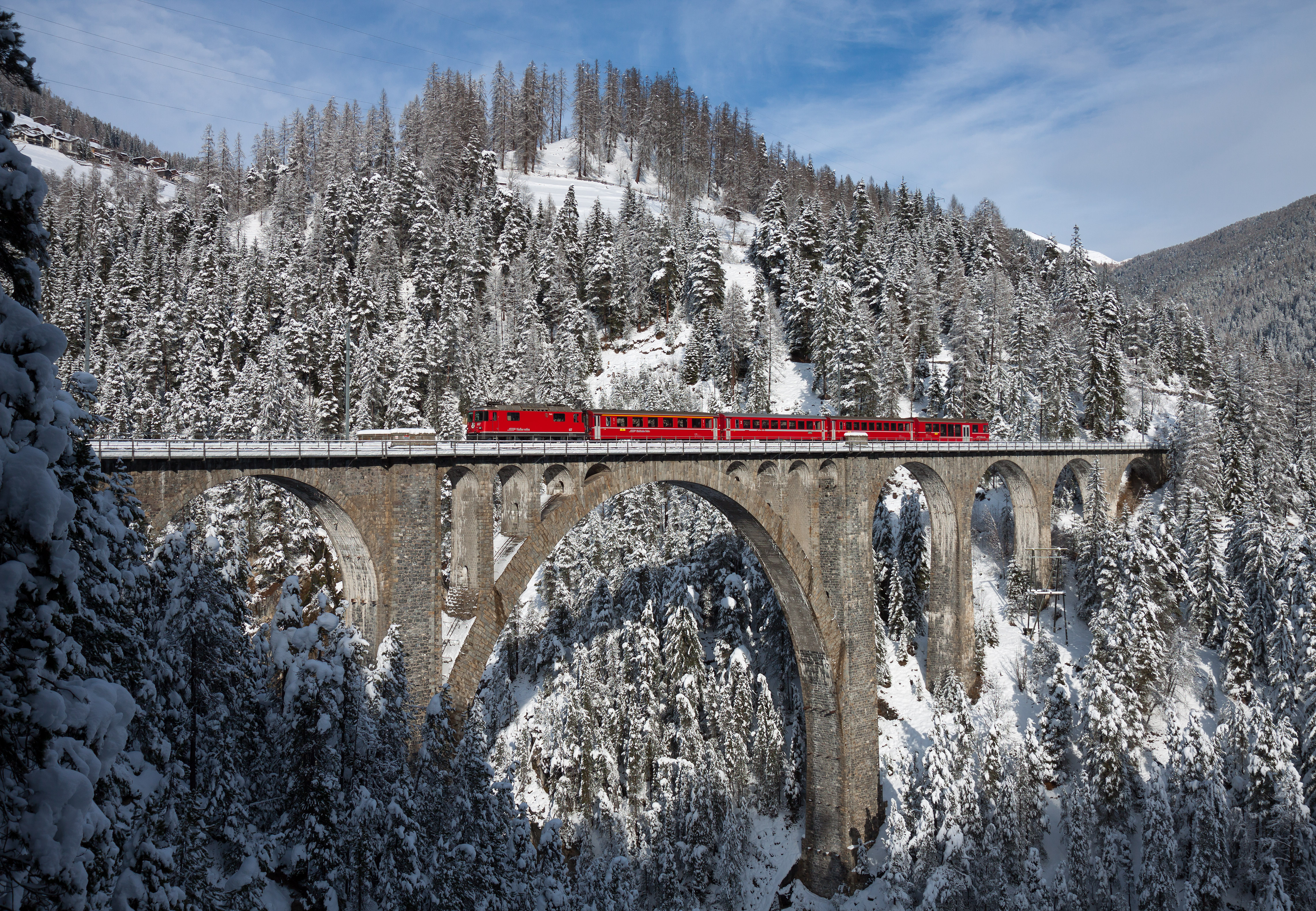
2013: RhB Ge 4/4 II auf dem Wiesener Viadukt, Schweiz
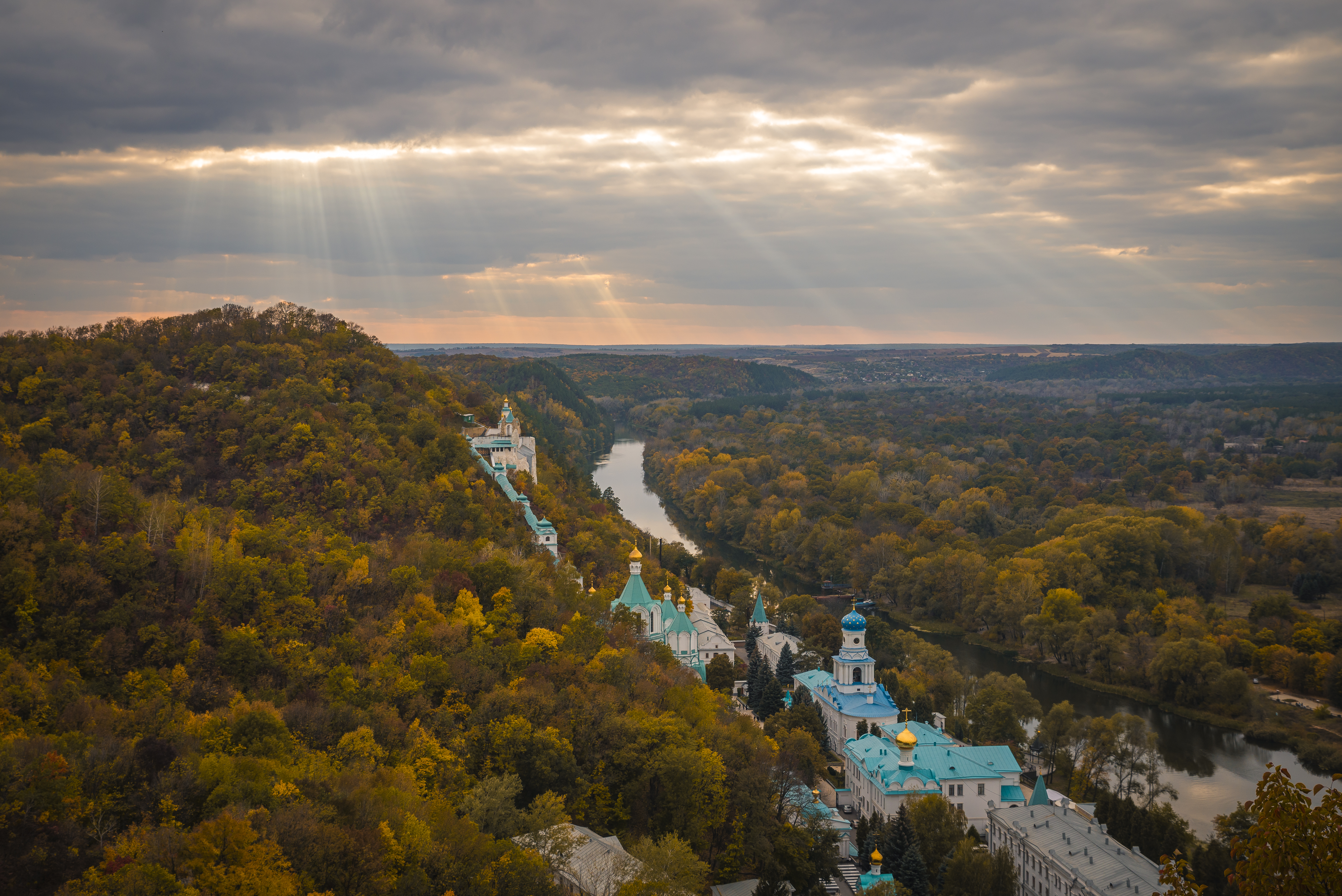
2014: Heiliges Himmelfahrtskloster von Swjatohirsk, Ukraine
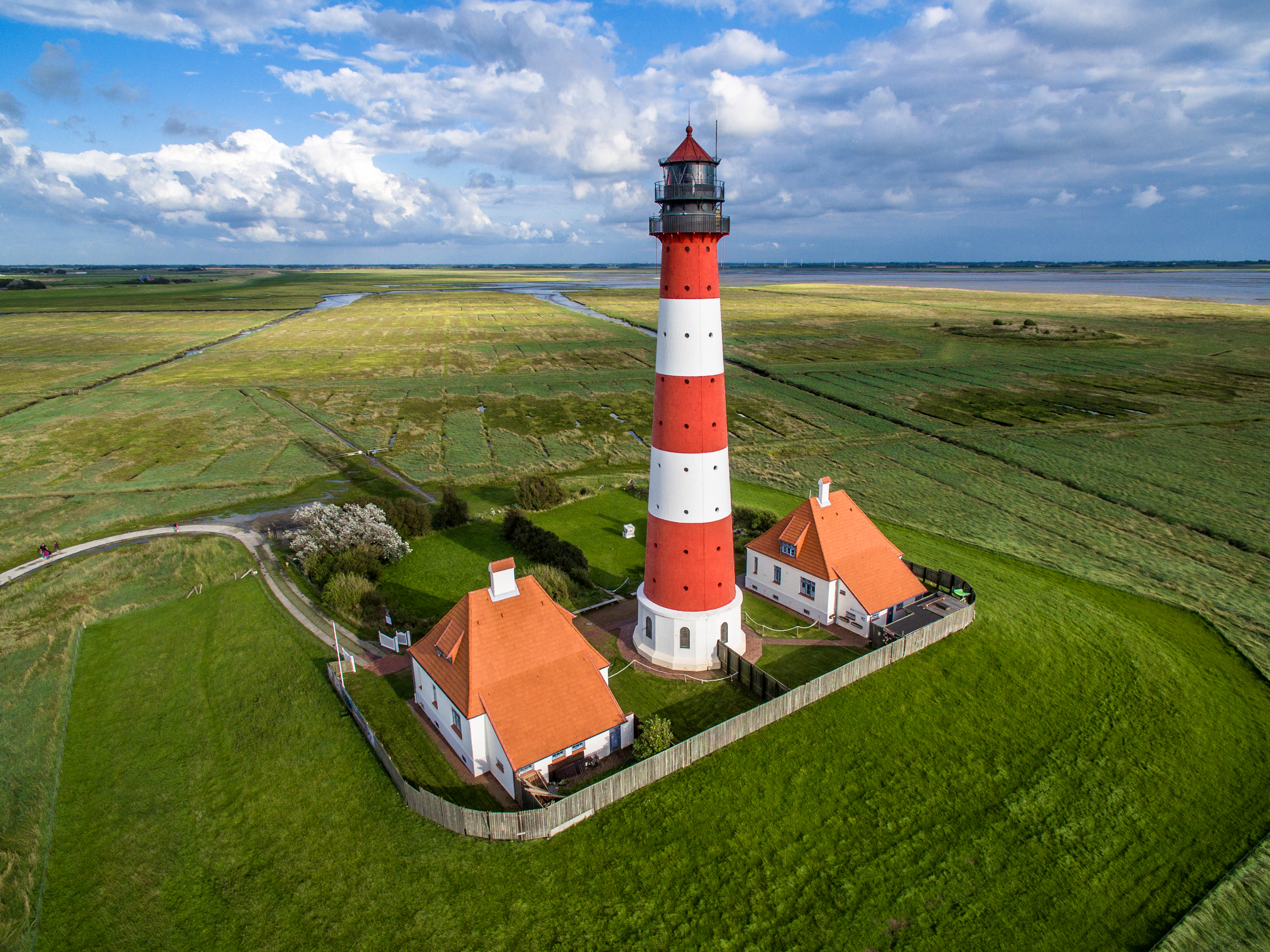
2015: Leuchtturm Westerheversand, Deutschland
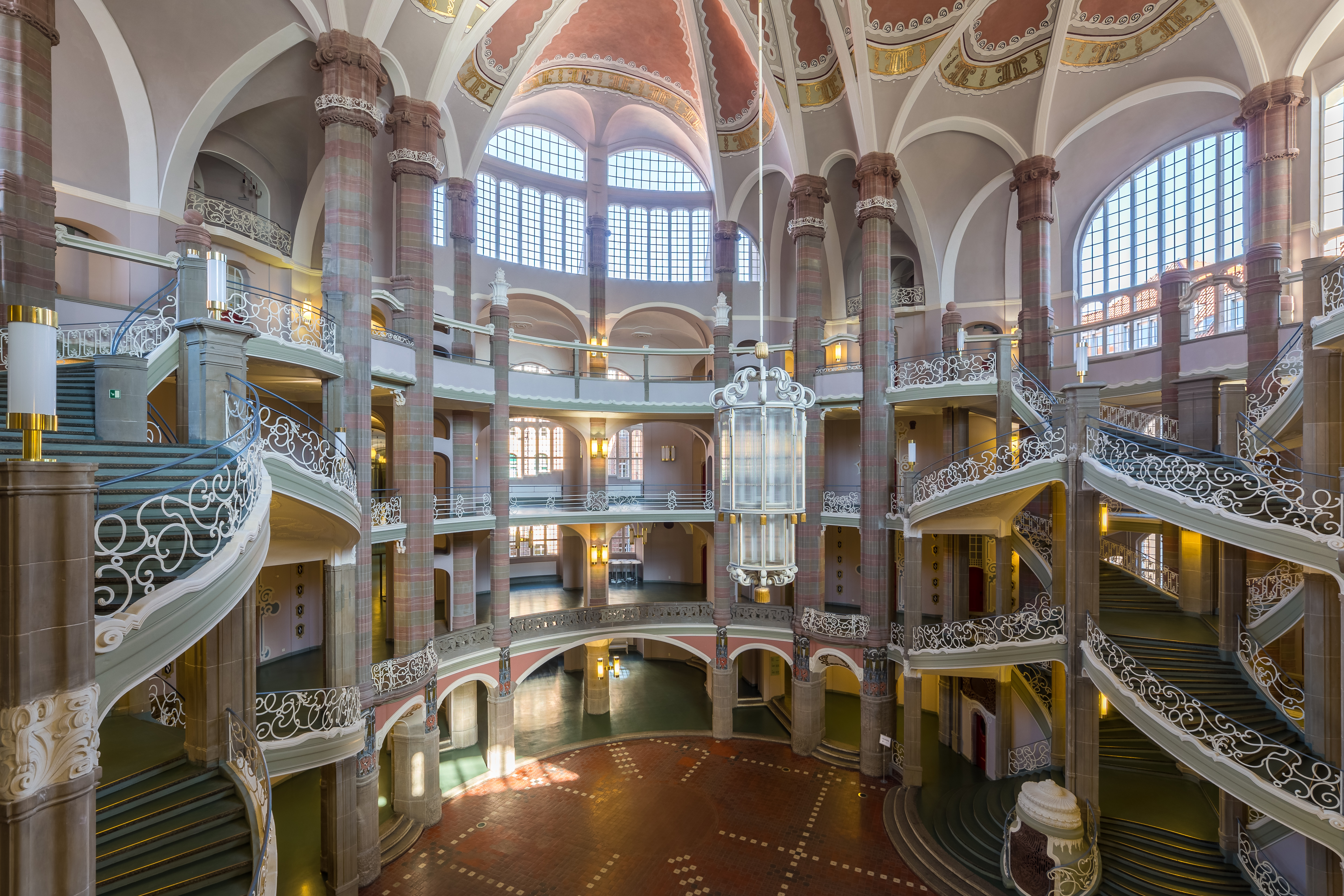
2016: Geschäftsgebäude für die Zivilabteilungen des Landgerichts Berlin I und des Amtsgerichts Berlin I, Deutschland
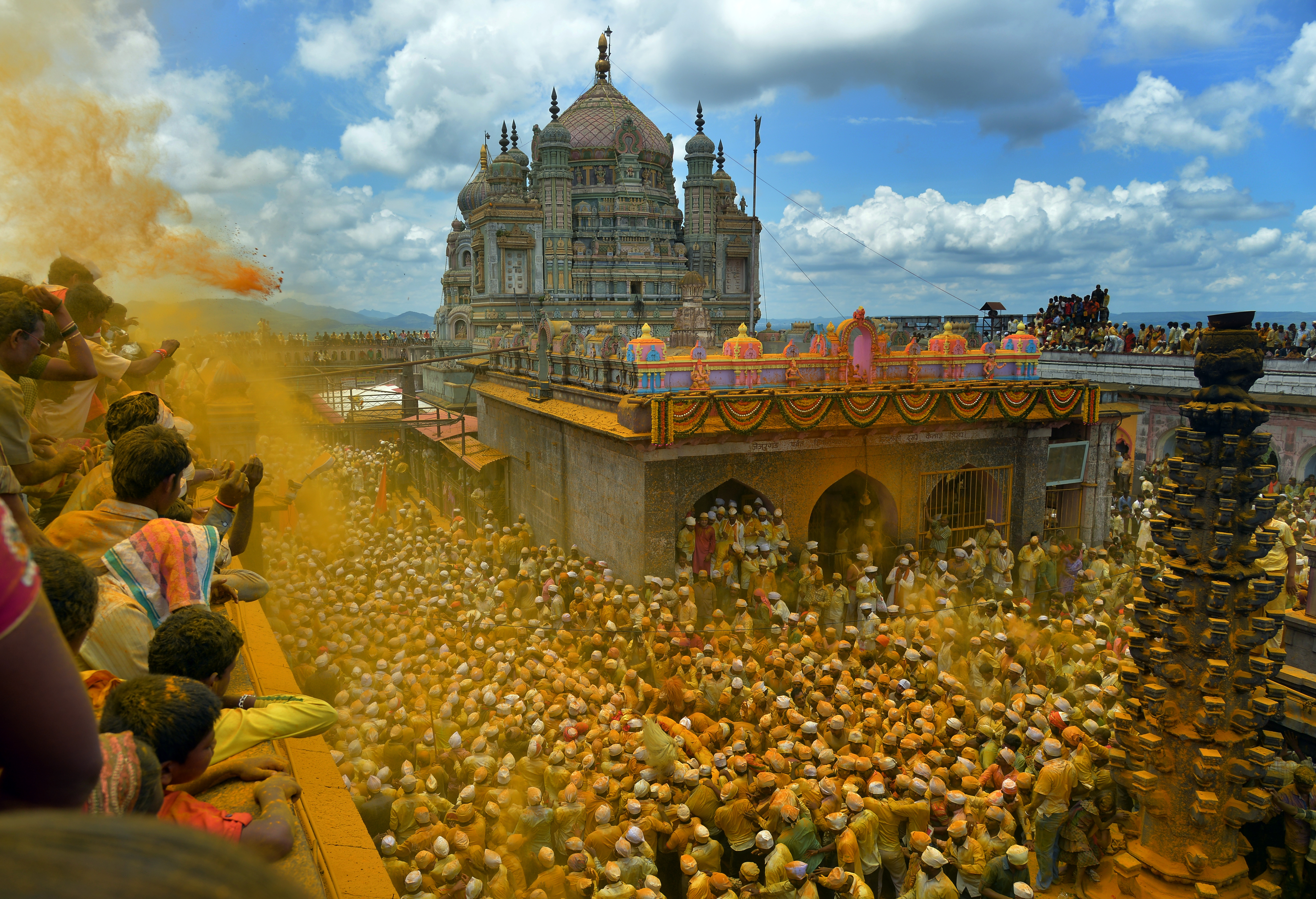
2017: Khanderaya gewidmeter Tempel in Jejuri, Indien
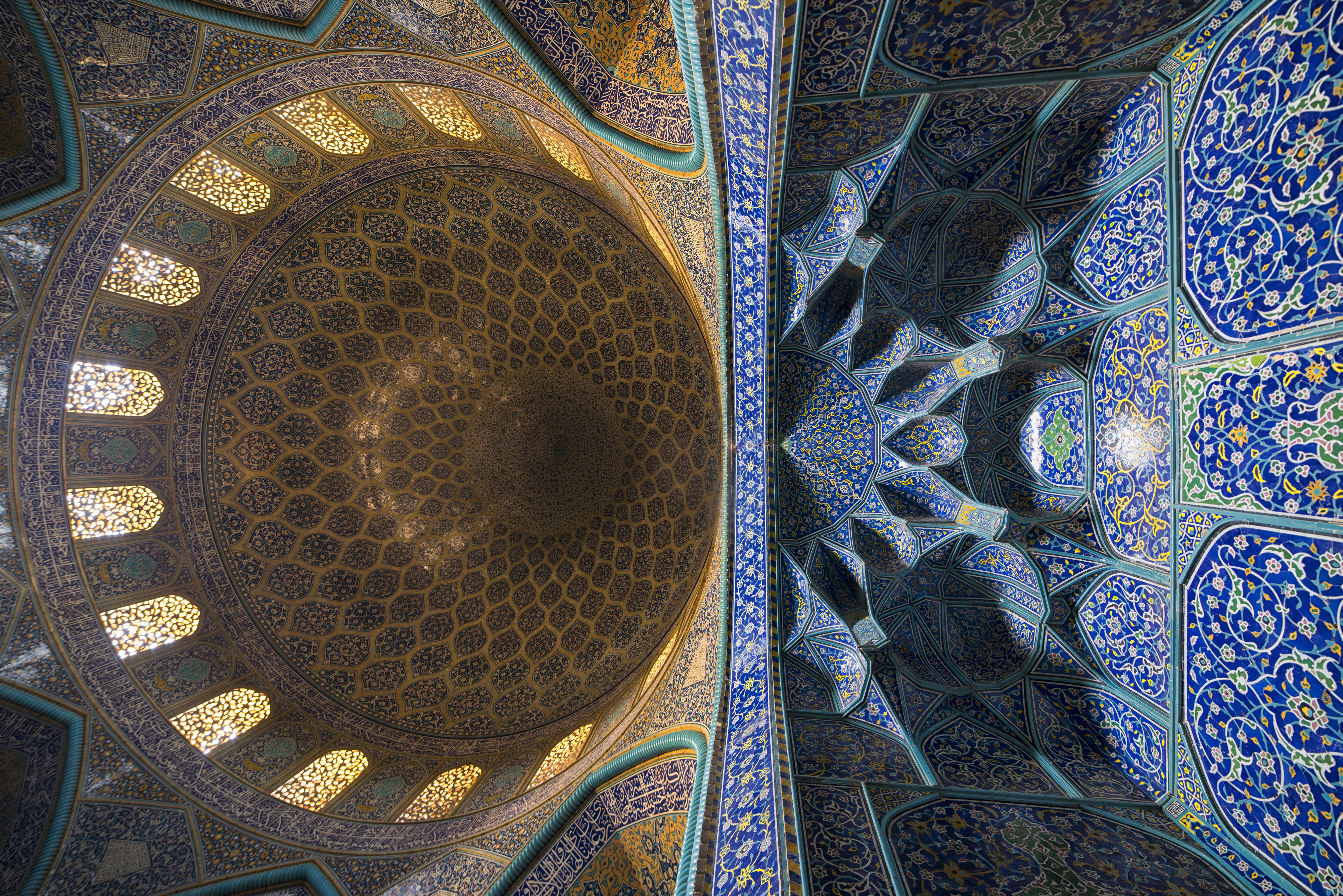
2018: Scheich-Lotfollāh-Moschee, Iran
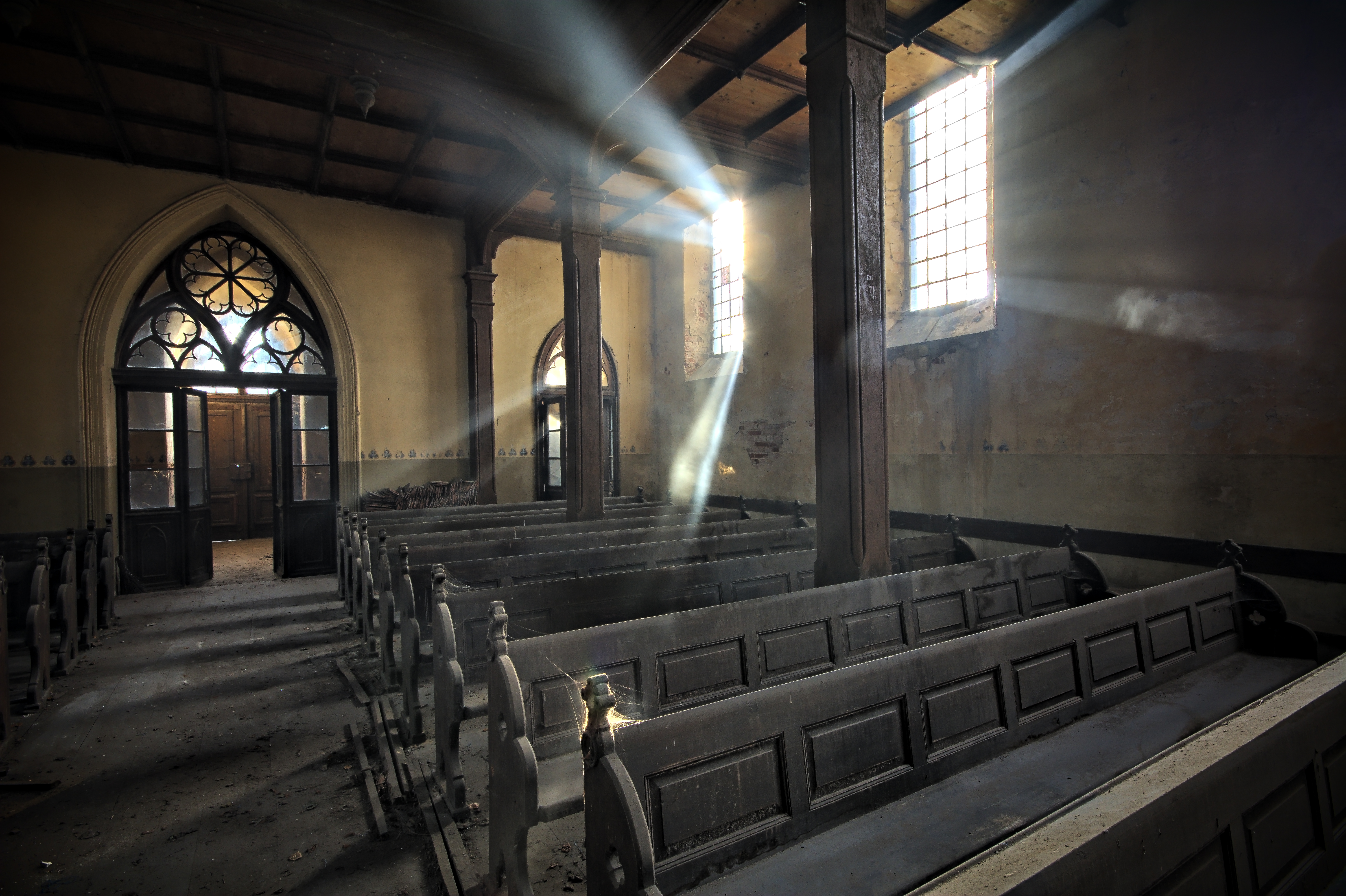
2019: Evangelische Kirche in Stawiszyn, Polen
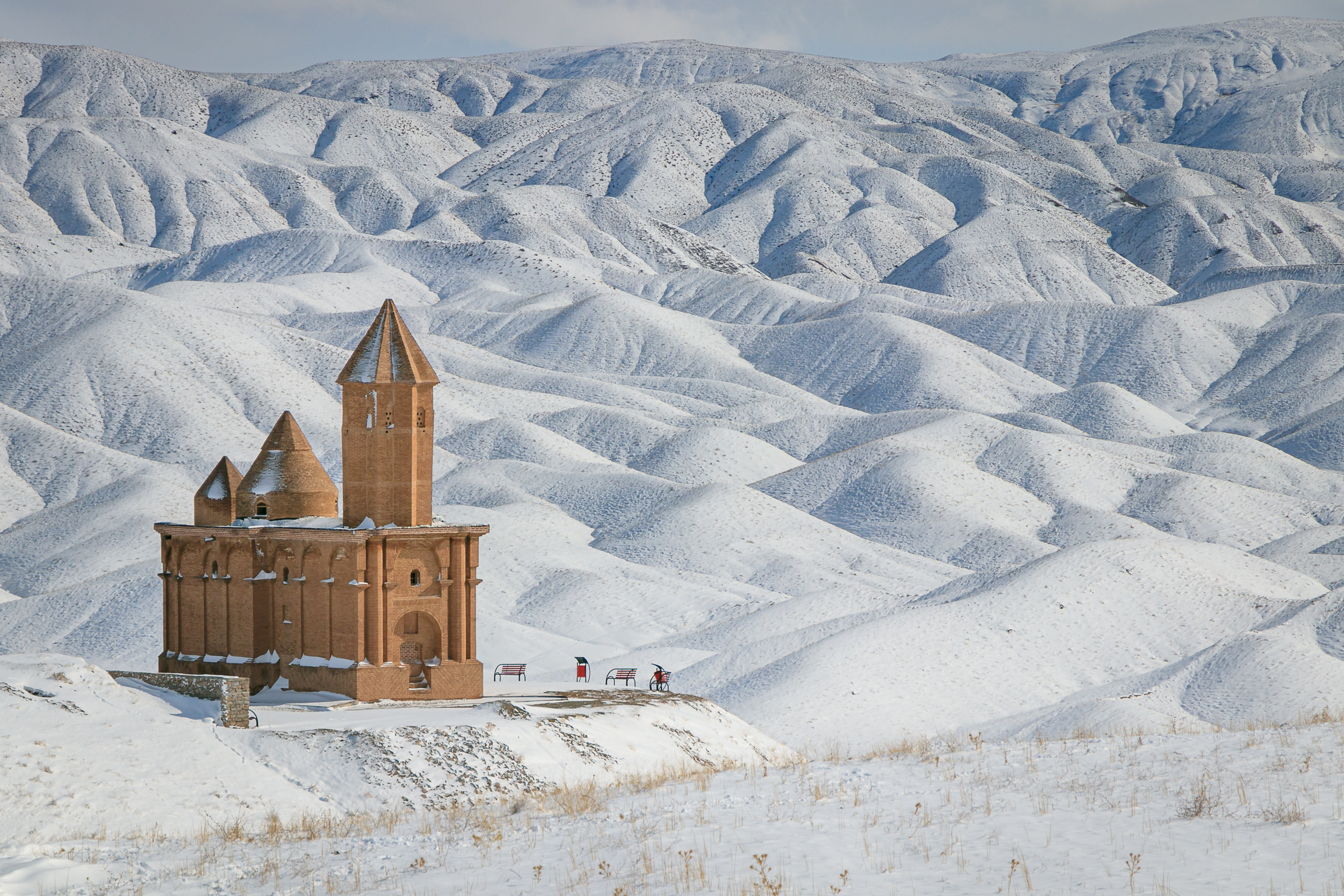
2020: St.-Johannes-Kirche in Sohrol, Iran
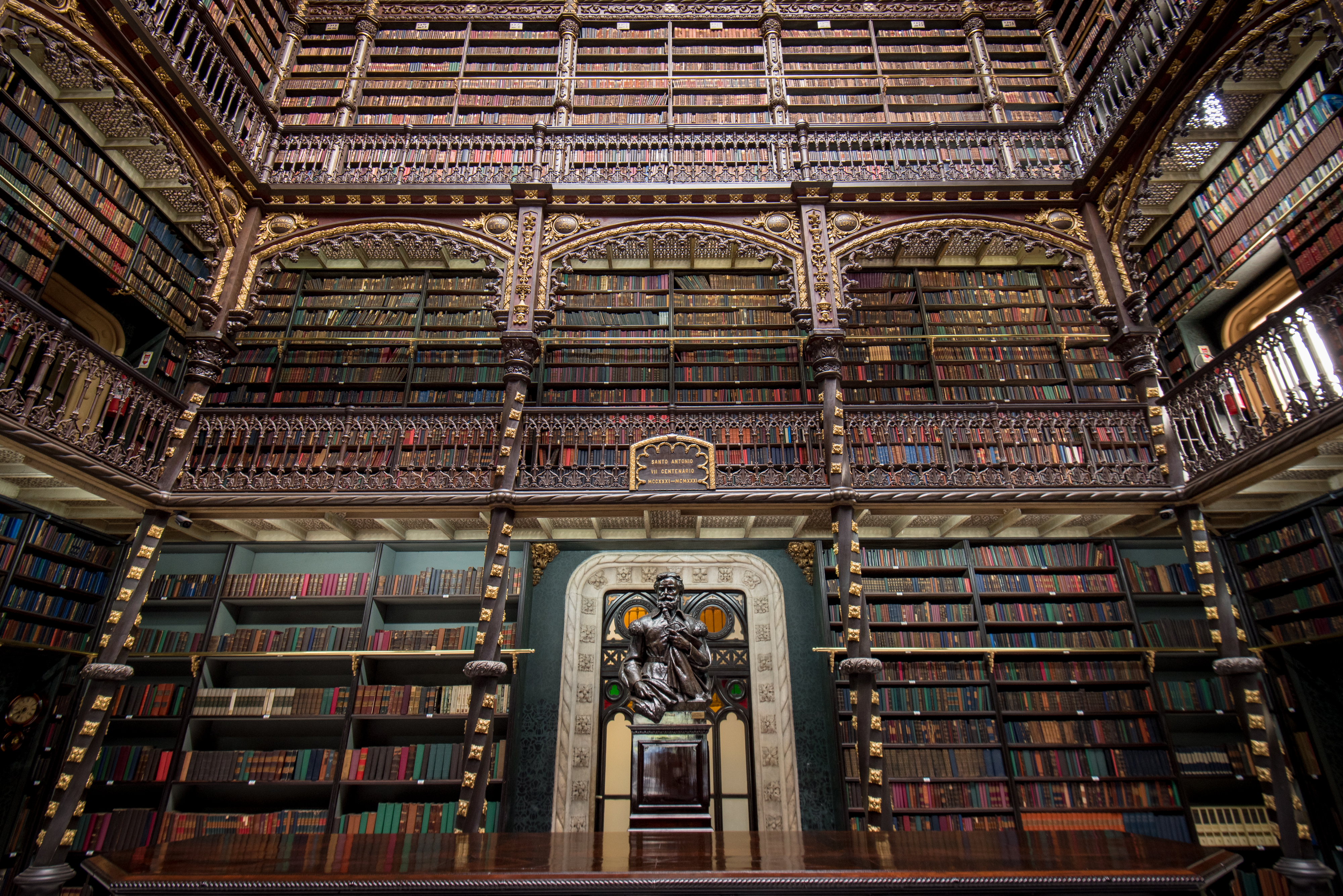
2021: Königlich-portugiesischer Lesesaal in Rio de Janeiro, Brasilien
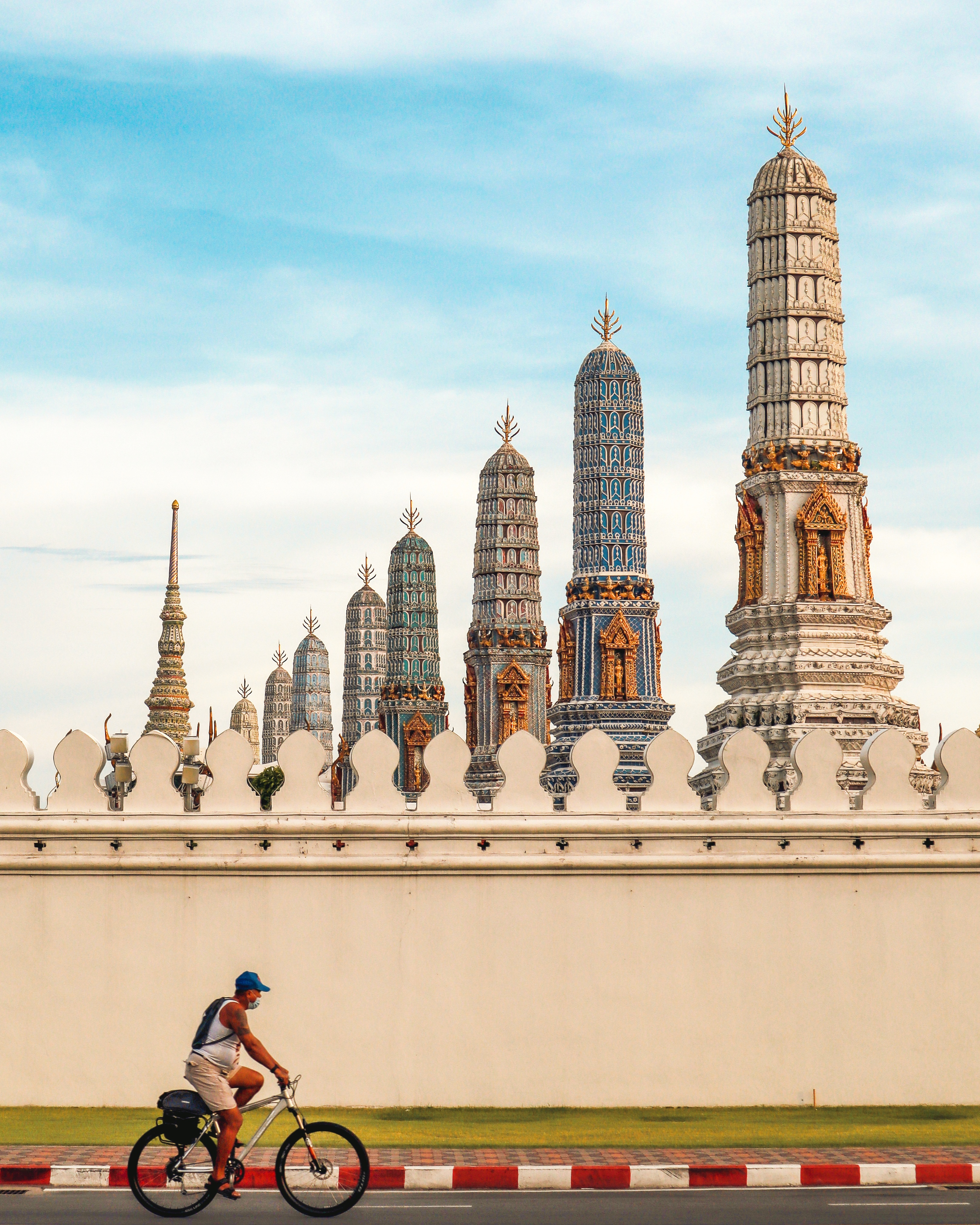
2022: Wat Phra Kaeo in Bangkok, Thailand
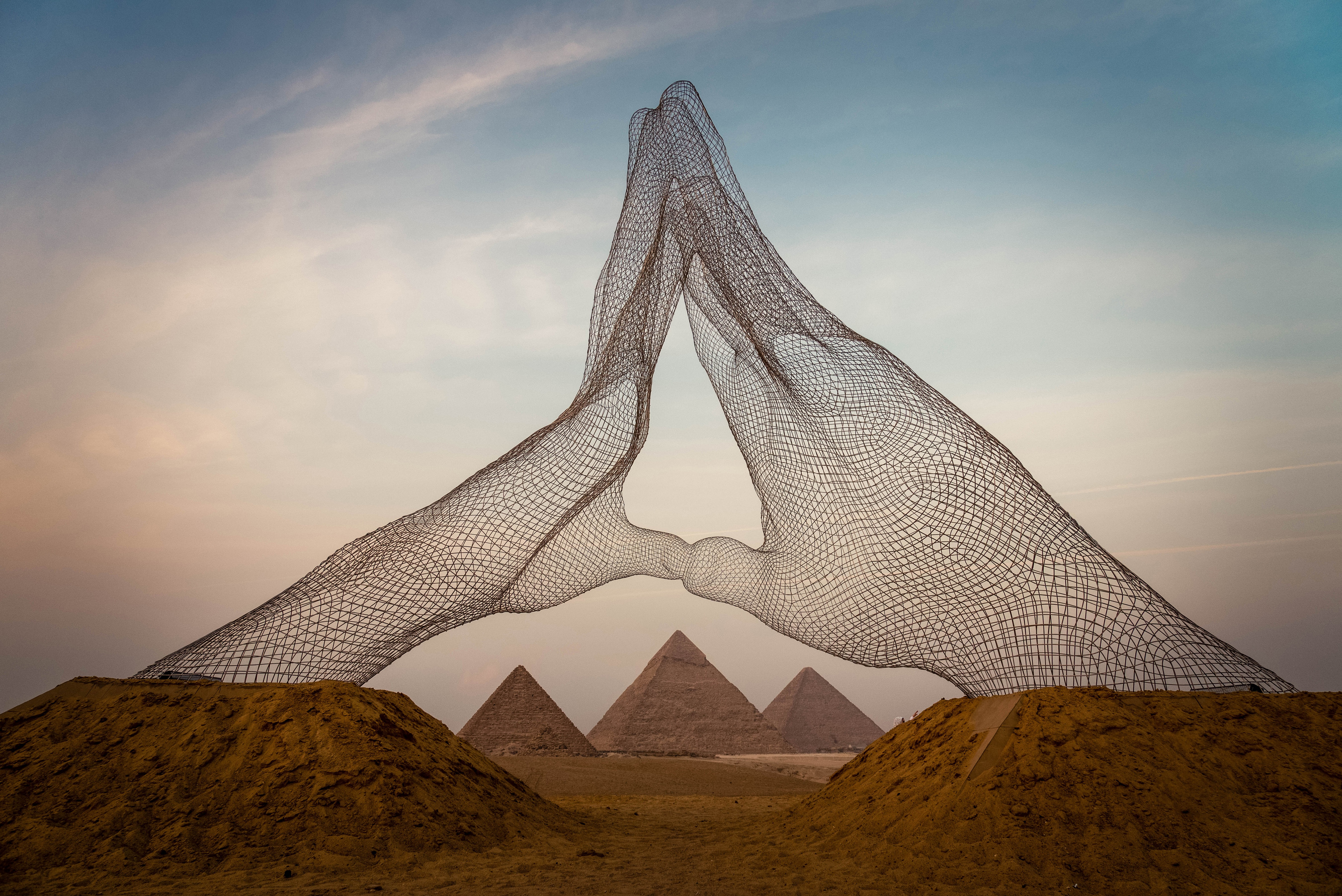
2023: Pyramiden von Gizeh, Ägypten
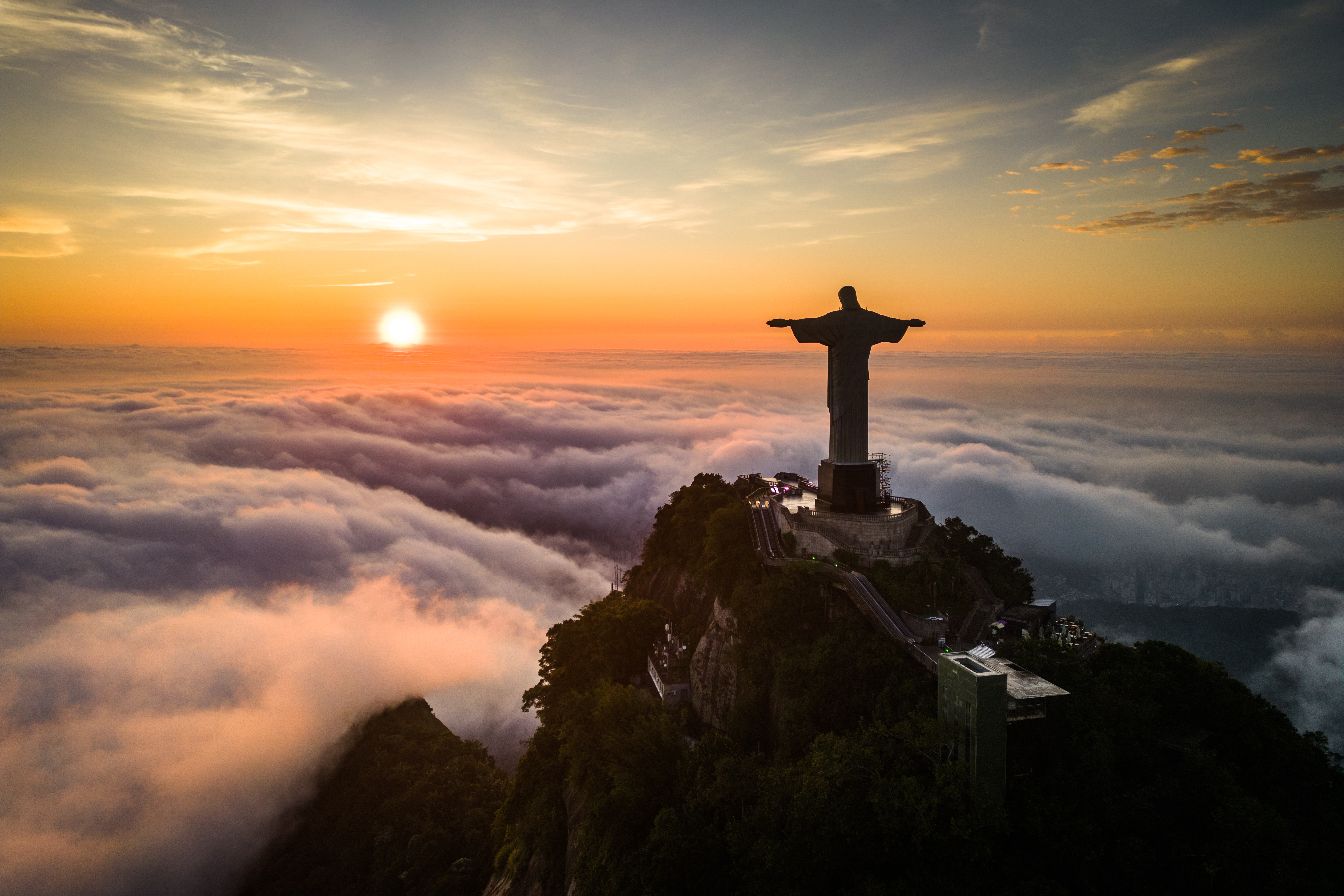
2024: Cristo Redentor über den Wolken, Brasilien